# Messier 85
Messier 85 (M85, NGC 4382) – galaktyka soczewkowata w gwiazdozbiorze Warkocza Bereniki. Jest najdalej wysuniętym na północ członkiem Gromady w Pannie. Odkrył ją 4 marca 1781 roku Pierre Méchain. 18 marca Charles Messier dodał ją do swojego katalogu razem z sześcioma innymi galaktykami i gromadą kulistą M92.
M85 znajduje się w odległości ok. 60 milionów lat świetlnych od Ziemi i oddala się z prędkością około 729 km/s. Rozmiary galaktyki wynoszą ok. 124 × 96 tysięcy lat świetlnych, jest więc nieco większa od Drogi Mlecznej.
Do tej pory w M85 zaobserwowano jedną supernową – SN 1960R. Odkryto ją 19 grudnia 1960, osiągnęła maksymalną jasność 11,6m, należała do typu Ia.